# ミス・ユニバース1973
ミス・ユニバース1973（Miss Universe 1973、第22回ミス・ユニバース世界大会）は1973年7月21日にギリシアのアテネのヘロディス・アッティコス音楽堂で開催された。大会の最後にフィリピンのマルガリータ・モランが優勝し、オーストラリアのケリー・アン・ウェルズから栄冠を授けられた。彼女はグロリア・ディアスに次いでフィリピンで2人目の優勝者となった。
世界中の61か国の代表が1973年のタイトルを目指して競い合った。これはヨーロッパで、そして東半球で初めて開かれたミス・ユニバース世界大会であった。日本の染谷美代子はトップ12に入賞し、日本は5年連続入賞となった。

## 最終結果

### 入賞者
| 最終結果             | 参加者 |
| -------------------- | --- |
| ミス・ユニバース1973 | - フィリピン - マルガリータ・モラン（Margarita Moran） |
| 第2位                | - アメリカ - アマンダ・ジョーンズ（Amanda Jones） |
| 第3位                | - ノルウェー - アイナ・ヴァレ（Aina Walle） |
| 第4位                | - スペイン - マリア・マルティン（María Martín） |
| 第5位                | - イスラエル - リモール・シュライブマン＝シャリル（Limor Schreibman-Sharir） |
| トップ12             | - アルゼンチン - スサーナ・ロメロ - ブラジル' - サンドラ・フェレイラ - コロンビア - アナ・アグデロ - ギリシア - シクタ・パパダキ - インド - ファルザナ・ハビブ - 日本 - 染谷美代子 - レバノン - マルセル・ヘロ |

### 特別賞
- チリ - ミス・アミティー（ジャネット・ロバートソン）
- フィリピン - ミス・フォトジェニック（マルガリータ・モラン）
- スペイン - ベスト・ナショナル・コスチューム（マリア・マルティン）